# Dicknail
"Dicknail" är rockgruppen Holes andra singel, utgiven i mars 1991 på skivbolaget Sub Pop. Låten skrevs av medlemmarna Courtney Love och Eric Erlandson, och präglas av stötande verser som anspelar på teman som våldtäkt och incest. Love har beskrivit låten som en "anti-misogynisk hymn". På singelomslaget syns en prepubertal Love liggande naken i ett badkar med Hole-logotypen placerad ovanpå bilden.

## Låtlista
Låtarna skrivna av Courtney Love och Eric Erlandson
1. "Dicknail" – 3:39
2. "Burn Black" – 4:56

## Medverkande
Hole
- Courtney Love - sång, kompgitarr
- Eric Erlandson - sologitarr
- Jill Emery - bas
- Caroline Rue - trummor, slagverk

Tekniker
- Michael James - producent, ljudtekniker
- Jack Endino - mixning